# Слишком много смотришь телевизор
«Слишком много смотришь телевизор» (англ. «Watching Too Much Television») — сорок шестой телесериал канала HBO «Клан Сопрано» и седьмой эпизод в четвёртом сезоне шоу. Телесценарий написали Ник Сантора и Теренс Уинтер по сюжету Робин Грин, Митчелла Бёрджесса, Теренса Уинтера и Дэвида Чейза. Режиссёром стал Джон Паттерсон, а премьера состоялась 27 октября 2002 года.

## В ролях
- Джеймс Гандольфини — Тони Сопрано
- Лоррейн Бракко — д-р Дженнифер Мелфи
- Эди Фалко — Кармела Сопрано
- Майкл Империоли — Кристофер Молтисанти
- Доминик Кьянезе — Коррадо Сопрано-мл. *
- Стивен Ван Зандт — Сильвио Данте
- Тони Сирико — Поли Галтьери
- Роберт Айлер — Энтони Сопано-мл.
- Джейми-Линн Сиглер — Медоу Сопрано
- Дреа де Маттео — Адриана Ля Сёрва
- Аида Туртурро — Дженис Сопрано
- Федерико Кастеллуччио — Фурио Джунта
- Винсент Куратола — Джонни Сэк
- Стивен Р. Ширрипа — Бобби Баккалиери
- и Джо Пантолиано — Ральф Сифаретто

### Приглашённые звёзды
- Шэрон Анджела — Розали Април
- Оксана Лада — Ирина Пельцин
- Карл Капоторто — Маленький Поли Джермани
- Макс Каселла — Бенни Фацио
- Вонди Кёртис Холл — Морис Тиффен
- Мэттью Дель Негро — Брайан Каммарата
- Джозеф Р. Ганнасколи — Вито Спатафоре
- Лола Глодини — агент Дебора Циццероне Уолдрап
- Дэн Гримальди — Пэтси Паризи
- Мэрианн Леоне — Джоанн Молтисанти
- Ричард Мэлдоун — Элли Бой Барезе
- Анна Манчини — Донна Паризи
- Патти Маккормак — Лиз Ля Сёрва
- Фрэнк Пеллегрино — шеф бюро Фрэнк Кубитосо
- Ричард Портноу — Гарольд Мелвойн
- Питер Ригерт — Рональд Зеллман
- Мэтт Сервитто — агент Дуайт Харрис
- Льюис Дж. Стэдлен — д-р Айра Фрид
- Лорен Тоуб — Лиз ДиЛиберто
- Морин Ван Зандт — Габриэлла Данте
- Ванесса Лигвори — Терри
- Карен Янг — агент Робин Сансеверино
- Мелисса Гамбилл — в роли самой себя
- Малкольм Барретт — Анджело Дэвис
- Нишель Хайнс — Фелиция
- Виктор Матаморос — адвокат
- Салли Стюарт — Леноре Тиффен

## Сюжет
Поли Уолнатс выходит из тюрьмы, и ему устраивают огромную вечеринку в Бада Бинге!. На следующий день, Тони и Ральфи получают идею от Брайана Каммараты обмануть фонд федерального министерства жилищного строительства и городского развития (HUD) с помощью фиктивных сделок. Тони вербует сенатора Зеллмана и его друга, Мориса Тиффена, ранее идеалистического руководителя некоммерческой жилищной программы с низкими доходами, чтобы положить план в действие. Они также вербуют доктора Айру Фрида в качестве подставного покупателя, чтобы изначально купить заброшенную собственность в бедном квартале. После одной из своих тайных деловых встреч в сауне, Зеллман приватно признаётся Тони, что он познакомился и встречался с бывшей подружкой Тони, Ириной, и просит одобрения у Тони. Тони кажется понимающим и утверждает, что он счастлив, что Ирина больше не его проблема. Позже, в ходе необъявленного визита в дом Зеллмана, Тони обнаруживает, что Ирина готовит обед для него, и узнаёт, что Зеллман платит за её курсы английского языка.
Встречи украдкой Адрианы с ФБР продолжаются. Посмотрев телевизионную драму по телевизору, ей приходит идея о том, что супруг не может быть принуждён к даче показаний против своего партнёра. Веря, что ФБР перестанет изводить её, если они не смогут использовать её показания, она просит Кристофера наконец назначить дату их свадьбы. Но когда он упоминает про заведение детей, она также со слезами на глазах раскрывает ему, что она могла быть стерильной, что очень сильно злит её жениха и заставляет уйти в приступе ярости. Кристофер получает кайф от героина и ищет совета у членов своей преступной семьи, которые (кроме Поли) уговаривают жениться на Адриане независимо от этого, когда Тони верит, что современная медицина может помочь с бесплодием, и Сильвио шутливо предостерегает его, что он может стать таким как Джуниор или Поли, оставшись одним. Кристофер возвращается к своей невесте и соглашается жениться на ней. Адриана раскрывает новость своим друзьям и семье, и Кармела первой услышала про брачные планы. Однако, позже, во время непринуждённой беседы с подругой, примеряя свадебное платье, она узнаёт, что супружеские привилегии могут к ней вообще не относиться. Она тайно идёт к адвокату, который говорит ей, что супружеские привилегии будут распространяться только на разговоры, которые происходят после свадьбы, не в присутствии третьих лиц, и не способствуют какой-либо преступной деятельности. Какая бы ни была компрометирующая у неё компрометирующая беседа с Кристофером, соответствующим всем этим критериям, брак не решит её проблемы с законом. Её подкрепляют агенты ФБР, которые обсуждают вероятность их бракосочетания, и не озвучивают никаких серьёзных возражений.
Тони берёт Энтони-младшего на прогулку, описывая ему гордую историю преданности его семьи работе, показывая ему церковь в Ньюарке, которую его дед каменщик помог построить, и преподавая ему урок бизнеса для покупки недвижимости, отвозя его показать ветхие дома, которые он купил благодаря афере с HUD. Однако, для Энтони-младшего, его интерес к старым временам уходит так далеко, что он удивлён, насколько низко обойдётся обслуживание номеров в отелях. Энтони-мл. становится впетчалён своим отцом, когда он дерзит и оскорбляет наркоторговца и его зависимую от крэка сестру. Тони рассказывает о своей неудовлетворённости сыном доктору Мелфи, но она переключает свою сосредоточенность на предупреждение для Тони контролировать его неприемлемые вспышки гнева против неё во время их сеансов психотерапии.
Прежде чем продать приобретённую недвижимость федеральному правительству, Тони говорит Зеллману, что наркоманы должны быть выведены оттуда, тем более там около $7000 в медных трубах, где они живут, и угрожает ему меньшей оплатой, если проблема не будет решена. Поскольку использование белых бандитов в гетто вызовет подозрение и веря, что полиция разрешит ситуацию лишь временно, Мориса Тиффена навещает Зеллман и, угрожая теми же угрозами заработать меньше от сделки, сказал позаботиться об этом, отправив некоторых бандитов. Четыре молодых вооружённых подростков появляются на собственности. Они стреляют в воздух и бьют сквоттеров бейсбольными битами, включая семью, ранее виденную Тони и Энтони-младшим, пока маленький ребёнок наблюдает. Во время рейда, мужчина семьи ловит рикошетовую пулю и получает ранении в его гениталии. Позже, команду во главе с Вито Спатафоре можно увидеть, вспарывающую дома ради меди и "покровные части". Доктор Фрид продаёт землю организации Тиффена в три раза дороже его покупной стены, в результате мошеннических аттестаций, и получает свою цену продажи за счёт средств, заимствованных из HUD. Зеллману и Тиффену платят в Бинге. Они обсуждают сделку и освобождаются от устаревших моральных зазрений совести. Тони награждает часами Patek Philippe стоимостью $15 000.
В другом месте, предварительный флирт Камрелы и Фурио Джунты продолжается, когда он звонит ей под предлогом поиска своих потерявшихся солнцезащитных очков. Позже, когда Фурио едет забрать Тони утром, он отказывается от предложения Кармелы зайти на чашку кофе, утверждая, что он должен сидеть в машине, потому что у неё проблемы с двигателем.
Тем временем, Поли даёт больше информации на своих встречах с Джонни Сэком. Они встречаются в кафе River Cafe в Бруклине и он раскрывает схему HUD, а также добивается гарантий от Джонни, что их дискуссии будут храниться в секрете.
В конце эпизода, во время вождения, Тони слушает "Oh Girl" The Chi-Lites по радио и у него начинают идти слёзы. Он останавливается у квартиры Ирины и спрашивает, есть ли у неё что-нибудь выпить. Он поднимается наверх, он натыкается на Зеллмана и бьёт его своим ремнём, заставляя Зеллмана плакать перед Ириной.

## Название
- Адриана смотрит телесериал «Одно убийство» и узнаёт, что она не должна представлять доказательства против Кристофера, если они поженятся. Но её подруга говорит ей, что, согласно эпизоду «Она написала убийство», это не всегда так.

## Другие культурные отсылки
- Сильвио делает ссылку на фильм «Мотылёк» для Поли, когда они впервые встретили друг друга после того, как он вышел из тюрьмы, называя Поли в честь одноимённого персонажа, который был приговорён пожизненно в исправительной колонии на Чёртовом острове.
- Поли говорит Джонни Сэку, что он пропустил Good & Plenties, находясь в тюрьме.
- В отдельных сценах, Адриана смотрит по телевизору сериалы «Одно убийство» и «Команда-А».
- Тони слушает WCBS-FM.

## Связи с предыдущими эпизодами
- Как и в пилотном эпизоде с Медоу, Тони берёт с собой Энтони-младшего, чтобы показать церковь, которую его (Тони) дедушка построил, когда он впервые пришёл в США из Авеллино.

## Музыка
- Песня, играющая при возвращении Поли (песня Поли) - "Nancy (With the Laughing Face" Фрэнка Синатры; почему она важна для него не было объяснено.
- Песня, которая играет во время финальных титров - "Oh Girl" группы The Chi-Lites.
- В сцене в столовой, где Брайан, Тони и Ральф обсуждают аферу с HUD, на заднем плане играет музак версия песни "Rikki Don't Lose That Number" группы Steely Dan.
- Когда Зеллман и Тони говорят в раздевалке после сауны, играет песня "Green Onions" группы Booker T. & the M.G.'s.
- Во время дискуссии между Тони и Кристофером, песня "Slow Ride" группы Foghat играет на заднем плане.
- По радио в машине Тони, на пути к дому Зеллмана, до "Oh Girl" играла "You Ain't Seen Nothing Yet" Bachman-Turner Overdrive.
- В Бада Бинге, играет песня "Nashville Pussy" группы Drive.